# Renaldo and Clara
Renaldo and Clara är en film från 1978, som handlar om Bob Dylan. Den har Dylan som regissör och kretsar kring hans Rolling Thunder Revue-turné 1975, parat med improviserade och fabulerande inslag. Den nästan fyra timmar långa filmen har likheter med Todd Haynes film I'm Not There från 2007.
I filmen framträder, vid sidan av turnéinslagen, Dylan i rollen som "Renaldo". Dessutom deltar bland andra Sara Dylan i rollen som "Clara", Joan Baez som "Woman in White" och Ronnie Hawkins i rollen (!) som "Bob Dylan".
Filmen har inspirerat den katalanska popgruppen Renaldo & Clara till sitt gruppnamn.